# Traboch
Traboch är en ort och kommun i Österrike. Den ligger i distriktet Leoben i förbundslandet Steiermark.
Kommunen består av fyra orter (Ortschaften) (inom parentes invånarantal 1 januari 2024):
- Madstein (170)
- Stadlhof (205)
- Timmersdorf (536)
- Traboch (499)